# Entedon calcicola
Entedon calcicola är en stekelart som beskrevs av Graham 1971. Entedon calcicola ingår i släktet Entedon och familjen finglanssteklar. Arten är reproducerande i Sverige. Inga underarter finns listade i Catalogue of Life.